# Mehrdasht
Mehrdasht (em persa: مهردشت; anteriormente Mehrabad (مهر آباد‎‎), também romanizada como Mehrābād; também conhecida como Mehr Abad Abarghoo, Mehrābād-e Abrqū e Mihrābād) é uma cidade e capital do distrito de Bahman, no condado de Abarkuh, da província de Yazd, no Irã. No censo de 2006, sua população era de 7 201 habitantes, em 1 756 famílias.